# المجمع المغلق 1963
المجمع المغلق 1963 هو المجمع الموكول بانتخاب بابا الكنيسة الكاثوليكية الجديد بعد استقالة البابا. انعقد مجمع الكرادلة لانتخاب البابا الجديد بدءًا من
19 يونيو 1963 وانتهى في 21 يونيو 1993. انتُخبَ بولس السادس ليكون البابا الجديد للكنيسة.
عُقدَ المجمع في الفاتيكان في 1963.